# Michaël Borremans
Pour les articles homonymes, voir Borremans.
Michaël Borremans est un peintre belge né à Grammont en 1963.

## Parcours
Michaël Borremans vit et travaille à Mont-Saint-Amand (Gand). Il étudie la photographie à la Hogeschool voor Kunst en Wetenschappen Sint-Lucas (le collège d'art et sciences Saint-Luc) de Gand, dont il sort diplômé d'un Master of Fine Arts en 1996.
Dans les années 1990, il se tourne vers le dessin et la peinture.
Éclectique, il crée la pochette du CD Vantage Point du groupe dEUS.
Il entreprend plus tard un travail dans l'espace à trois dimensions,.
Une exposition remarquée lui est consacrée en 2014 au Palais des Beaux-Arts de Bruxelles,, et donne à voir un travail qualifié de puissant, dérangeant ou déconcertant. En 2022, John Vincler dans le New York Times écrit de lui qu'il pourrait être le plus grand peintre figuratif vivant.
Michael Borremans a été sur le devant de la scène en novembre 2022 lors du scandale de la campagne publicitaire Balenciaga avec des enfants. Dans ce contexte apparaissait le nom de Michael Borremans et il a été rappelé que le livre Fire from the Sun représente des enfants âgés de deux ou trois ans et « ce qui semble être des membres humains (...) parfois couverts de sang,. ». Son marchand new-yorkais, David Zwirner écrit que Fire from the Sun représente des tout-petits engagés dans des actes ludiques mais mystérieux « avec des connotations sinistres et des insinuations de violence.»

## Expositions individuelles
- 2005 : musée municipal d'art actuel, Gand.
- 2005 : Hallucination and Reality, Cleveland Museum of Art, Cleveland.
- 2006 : La Maison Rouge, Paris[11],[12].
- 2010 : Looking for the Face I Had Before the World Was Made, Museum of Contemporary Art, Denver.
- 2010 : Mapping the Studio, Palazzo Grassi, Venise[13].
- 2011 : Eating The Beard Helsinki, Budapest, Stuttgart[14].
- du 19 février au 1er juin 2014 : Palais des beaux-arts, Bruxelles, Belgique[15].

## Filmographie (acteur)
- 2024 : Queer de Luca Guadagnino : le docteur

## Œuvres dans les collections publiques
- Bâle, musée d'art contemporain.
- Gand, musée municipal d'art actuel.
- Jérusalem, Musée d'Israël.
- New York, Museum of Modern Art.
- Venise, Punta della Dogana, Fondation Pinault.

### Filmographie
- Michaël Borremans: A Knife In The Eye, documentaire réalisé par Guido De Bruyn, 2009. « Vlaamse Kaai : Michael Borremans »(Archive.org • Wikiwix • Archive.is • Google • Que faire ?), sur arte-belgique.be, [26 mai 2012] (consulté le 5 juin 2012).